# Nu gaze
 (mars 2025).
Motif : parmi les sources, un seul article centré, dans un journal étudiant. c'est très maigre.
- Archive Wikiwix
- Bing
- Cairn
- DuckDuckGo
- E. Universalis
- Gallica
- Google
- G. Books
- G. News
- G. Scholar
- Persée
- Qwant
- (zh) Baidu
- (ru) Yandex
- (wd) trouver des œuvres sur Wikidata

| 1. | Préciser le motif de la pose du bandeau. | Précisez le motif de la pose du bandeau en utilisant la syntaxe suivante : {{admissibilité à vérifier\|date=mars 2025\|motif=remplacez ce texte par le motif}}               |
| 2. | Informer les utilisateurs concernés.     | Pensez à avertir le créateur de l'article, par exemple, en insérant le code ci-dessous sur sa page de discussion : {{subst:avertissement admissibilité à vérifier\|Nu gaze}} |

Le nu gaze est un genre de rock alternatif ayant émergé dans les années 2000.

## Histoire
Le genre s'inspire de la scène shoegazing de la fin des années 1980 et du début des années 1990. Un regain d'intérêt pour le shoegazing apparaît au début des années 2000 avec l'arrivée de groupes comme Maps, Blonde Redhead, My Vitriol et Silversun Pickups des deux côtés de l'Atlantique. L'origine du nom nu gaze remonterait à une interview donnée en 2001 par Som Wardner, chanteur du groupe My Vitriol, durant laquelle il rejette l'appellation de shoegazing pour son groupe.
Selon un article du Oxford Student, le genre se caractérise par « des riffs de drone, des voix subdued et un mur de guitare ou synthé distordu(e) et désordonné(e). » Il est surtout lié à divers effets sonores comme le looping, les pédales à effet et les synthétiseurs pour créer des distorsions.